# Non esiste più la mezza stagione
Non esiste più la mezza stagione è stato un programma televisivo italiano andato in onda in prima serata su Rai 1 dall'8 al 22 marzo 2008 con la conduzione de Il Trio.

## Il programma
Protagonisti erano i componenti del celeberrimo terzetto (Massimo Lopez, Anna Marchesini e Tullio Solenghi) che si riunirono professionalmente dopo diversi anni per l'ultima volta, per festeggiare il venticinquennale dalla fondazione del gruppo.
Le tre puntate, che si svolsero a Roma presso l'Aula Magna dell'Accademia di Belle Arti e Liceo Artistico "Ripetta" con un pubblico di studenti, videro i tre attori comici riproporre in diretta alcuni sketch dal vivo: spezzoni della loro trasmissione radiofonica del 1982, Helzapoppin Radiodue, la scena del funerale del loro spettacolo teatrale In principio era Il Trio, il telegiornale a reti unificate, la sessuologa Merope Generosa di Anna Marchesini, la cartomante Amalia. 
Tali momenti in studio venivano inframezzati dalla riproposizione (su un telo da proiezione) di numerosi filmati originali e integrali riguardanti loro storiche gag televisive: dalle famose telenovelas brasiliane, passando per le vicende dell'omicidio in casa Smith, i telegiornali e fino alle parodie de Il Fatto di Enzo Biagi e de I promessi sposi.
Massimo Lopez si cimentò inoltre in un'imitazione di tutti gli ultimi Presidenti della Repubblica (da Sandro Pertini a Giorgio Napolitano), Tullio Solenghi offrì un'imitazione dell'allora sindaco di Napoli Rosa Russo Iervolino ed in ciascuna puntata partecipò un sempre diverso ospite musicale: Francesco De Gregori nella prima, Ivano Fossati nella seconda e Antonello Venditti nell'ultima.

## Ascolti
| Puntata | Messa in onda | Telespettatori | share  | Fonte |
| ------- | ------------- | -------------- | ------ | ----- |
| 1       | 8 marzo 2008  | 4.876.000      | 22,15% |       |
| 2       | 15 marzo 2008 | 3.518.000      | 15,99% |       |
| 3       | 22 marzo 2008 | 2.735.000      | 13,11% |       |
| Media   | Media         | 3.709.000      | 17,08% |       |